# Apalocnemis plorator
Apalocnemis plorator är en tvåvingeart som beskrevs av Collin 1933. Apalocnemis plorator ingår i släktet Apalocnemis och familjen Brachystomatidae. Inga underarter finns listade i Catalogue of Life.